# Ivan Lietava
Ivan Lietava (Bratislava, 20 luglio 1983) è un calciatore slovacco, attaccante del Báhoň.

## Caratteristiche tecniche
È un centravanti.

## Carriera

### Club
Il 25 settembre 2004 mette a segno una doppietta contro lo Žilina (2-2).
Nella stagione 2011-2012 realizza 11 reti giocando 21 incontri di campionato e 2 partite di coppa nazionale divenendo il miglior marcatore del Dukla Praga.